# Lear Spire
Die Lear Spire ist eine 2470 m hohe Felsnadel im ostantarktischen Viktorialand. Sie ragt 5 km südlich des Ugolini Peak im Colwell-Massiv auf.
Das Advisory Committee on Antarctic Names benannte sie 1994 nach D’Ann Figard Lear (* 1949), Bibliothekarin des Scientific Committee on Antarctic Research.